# Heike Hartwigová
Heike Hartwigová, rozená Dittrichová (* 30. prosince 1962, Bernburg, Sasko-Anhaltsko) je bývalá východoněmecká atletka, která se věnovala vrhu koulí.
Své největší úspěchy zaznamenala na halovém mistrovství Evropy. V Pireu 1985 a v Liévinu 1987 vybojovala bronzové medaile. Na halovém ME 1989 v nizozemském Haagu získala stříbro. Reprezentovala na letních olympijských hrách 1988 v jihokorejském Soulu, kde ve finále skončila šestá.

## Osobní rekordy
- hala - (20,75 m - 7. února 1987, Senftenberg)
- venku - (21,31 m - 16. května 1988, Athény)